# Saint-Saulve
Saint-Saulve település Franciaországban, Nord megyében. Lakosainak száma 11 121 fő (2022. január 1.). Saint-Saulve Onnaing, Bruay-sur-l’Escaut, Estreux, Marly és Valenciennes községekkel határos.

## Népesség
A település népessége az elmúlt években az alábbi módon változott:
| Lakosok száma | 11 108 | 11 176 | 11 303 | 11 207 | 11 353 | 11 276 | 11 268 | 11 117 | 11 121 |
|               | 2013   | 2015   | 2016   | 2017   | 2018   | 2019   | 2020   | 2021   | 2022   |